# Charles Rist
Charles Rist, född 1 januari 1874 i Lausanne, död 10 januari 1955 i Versailles, var en fransk nationalekonom.
Rist blev professor i Montpellier 1899 och senare i Paris. Han var 1926–29 styrelseledamot i Banque de France, senare i ett flertal utländska banker samt anlitades av en rad internationella kommittéer som expert på monetära frågor.
Rist var främst känd som doktrinhistoriker; han författade tillsammans med Charles Gide Historie des doctrines économiques (1909) och ensam standardverket Histoire des doctrines relatives au crédit et à la monnaie de John Law (1938).